# Duldzin Dragpa Gyaltsen
Pour les articles homonymes, voir Dragpa Gyaltsen.
Duldzin Dragpa Gyaltsen (tibétain : དུལ་འཛིན་གྲགས་པ་རྒྱལ་མཚན, Wylie : dul 'dzin grags pa rgyal mtshan, THL : dul dzin drakpa gyaltsen ; chinois : 堆增·扎巴坚赞), né en 1374 et décédé en 1434 est un lama sakyapa. Il est un des principaux disciple de Je Tsongkhapa, fondateur de l'ordre gélougpa.
Parmi ses étudiants, on peut citer Jamyang Choje Tashi Palden (1379 — 1449), le fondateur du monastère de Drepung et de la majorité des importants monastères Gélougpa de cette époque.